# ダニエル・レイジェス
- ダニエル・レジェス
- ダニエル・レイエス

ダニエル・アントニオ・レイジェス・トーレス（Daniel Antonio Reyes Torres、1972年5月5日 - ）は、コロンビアのプロボクサー。カケタ県カルタヘナ・デル・チャイラ出身。元IBF・WBO暫定世界ミニマム級王者。
アトランタオリンピックに出場しアマチュア・プロ両方で成功した。愛称はEl Olímpico。

## 来歴
レイジェスのアマチュア時代の戦績は不明だが、1996年のアトランタオリンピックフライ級部門に出場。初戦は16-2の圧倒的大差で勝利を収めると、2回戦は苦しみながらも15-13とわずかの差ながら勝利を掴んだ。3回戦はロシアのアルバート・パキーエフと対戦したが13-13と引き分けだったが、パキーエフの優勢勝ちに終わり、上位進出を逃した。
オリンピックから4か月後レイジェスは、正式にプロに転向。1996年12月20日、ミニマム級ウェイトでプロデビュー戦を行った。相手は23戦全敗の相手で敗戦のほとんどはデビュー相手もしくはコロンビアランカーの調整役という踏み台役になっていた。試合はレイジェスがアマチュア時代から定評がある高速ラッシュでペースを握り3回レフェリーストップで勝利を収めデビューを飾った。
1997年5月23日、ルイス・エスカペータと空位のコロンビアミニマム級王座決定戦を行い、6回レフェリーストップとなるTKO勝ちを収め王座獲得に成功した。
1997年10月23日、ヘンリー・カサルービアと初防衛戦を行い、4回レフェリーストップとなるTKO勝ちで初防衛に成功した。
2000年3月17日、後のWBA世界ライトフライ級暫定王座アルベルト・ロッセルと対戦し、当時打たせずに打つスタイルでなく打ち合いを好むスタイルだったロッセルに高速連打でストップをかけて無敗対決を制した。
2001年4月29日、アメリカデビュー戦が世界初挑戦。ニューヨークにあるクラブ・アマズーラにて、ゾラニ・ペテロがライトフライ級転級に伴い空位になったIBF世界ミニマム級王座を賭けてロベルト・カルロス・レイバと対戦した。試合は互角な試合運びになり、ダウンシーンは無いまま判定になった。結果0-3(2者が112-115、113-114)の判定負け。プロ26戦目にして初黒星を喫した。判定は3点差と1点差の僅差に泣かされた。
2003年10月4日、ロサンゼルスステイプルズ・センターにてエドガル・カルデナスが持つIBF世界ミニマム級王座に再挑戦。レイハに敗れてからは2年の間に3回交代するほどの短期政権だった。6回にダウンを奪うと最後はそのままレフェリーストップを呼び込み6回2分40秒TKO勝ちを収め王座獲得に成功した。
2004年4月10日、カルタヘナのヒルトンホテルにて、3年前に敗れているロベルト・カルロス・レイバとリベンジ戦を行った。スタートから優位に試合を進めると、3回高速ラッシュで一気に攻め込みレフェリーが試合を止めた。3回2分23秒TKO勝ちで3年前のリベンジと初防衛に成功した。
2004年9月14日、インドネシアジャカルタバリタマ・アリーナにてムハンマド・ラクマンと対戦したが、老獪なラクマンを捕えきれず1-2(117-114、114-116、114-115)のわずか1・2点差の僅差判定負け。2度目の防衛に失敗し王座から陥落した。ラクマンの勝利でインドネシアにミニマム級世界王座が15年振りに戻り、同国3人目の王座誕生になった。
2005年2月25日、ラスベガスのオーリンズにて、オマール・ソトとIBF世界ミニマム級挑戦者決定戦を行った。勝てばラクマンへのリベンジに前進するはずだったが、打ち合いやラッシングパワーでもソトが優勢でパワーで圧倒された。試合は0-3(2者が110-118、113-115)の判定負けでラクマンへのリベンジのチャンスを逃す。
2005年10月7日、フロリダ州マイアミミッコスキー・インディアン・ゲーミング・リゾートにてバレンティン・レオンとWBCラテンアメリカフライ級王座決定戦を行い、6回2分12秒TKO勝ちで王座獲得に成功した。
2005年12月10日、プエルトリコサンフアンロベルト・クレメンテ・コロシアムにてWBO世界ミニマム級王者イヴァン・カルデロンと対戦したが、試合は序盤からカルデロンのミニマム級屈指のスピードを捕えきれず最後まで捕まえることはできなかった。0-3(2者が120-109、109-119)の大差判定負け。3者とも10点差以上が付くスコアで完封を許しミニマム級2冠を逃した。
2007年3月23日、サンフアンのコリシオ・ホセ・ミゲル・アグレロットにてでWBAフェデラテンライトフライ級王座決定戦をネルソン・ディーバと対戦し打ち合いになるもレイジェスの苦戦傾向があったがその後巻き返して2-1(2者が115-113、113-115)の僅差判定勝ちで王座獲得に成功した。
2008年9月26日、アルゼンチンブエノスアイレスセ・デ・M・N°・2・カセロスにて、後のIBF世界ライトフライ級王者ルイス・アルベルト・ラサルテとイヴァン・カルデロンの王座返上に伴い設置されたWBO世界ミニマム級暫定王座決定戦を行った。ラサルテのラフファイトに苦しんだが、終始レイジェスがパワーを生かして優位に試合を進め、2-0(116-112、118-112、114-114)の判定勝ちを収めミニマム級2冠を達成した。
2008年12月6日、暫定王座の初防衛戦をメキシコで行い、マヌエル・バルガスと対戦した。試合はバルガスが優位に進めペースを握った。4回バルガスのカウンターが当たるとレイジェスはダウン。レフェリーのカウントアウトで初防衛に失敗し王座から陥落。わずか3か月の短命政権に終わった。
2009年12月4日、1年振りの再起戦として後の世界タイトル挑戦者セサール・セダと対戦。コンディションにキレがなくセダの若い勢いに押される場面が多く、2回1分30秒レフェリーストップによるTKO負けを喫し再起に失敗しこの試合を最後に現役を引退した。

## 獲得タイトル
- 第13代IBF世界ミニマム級王座（防衛1）
- WBCラテンアメリカフライ級王座
- WBO世界ミニマム級暫定王座（防衛0）
- WBAフェデラテンライトフライ級王座